# Belgische kampioenschappen atletiek 1919
In 1919 vonden de Belgische kampioenschappen atletiek Alle Categorieën plaats op 3 augustus in Brussel. Er werden alleen kampioenschappen voor mannen georganiseerd. Tijdens deze kampioenschappen verbeterde Omer Smet het Belgisch record op de 400 m horden van Paul Remouchamps tot 58,6 s.
De 10.000 m vond plaats op 5 oktober in Brussel. Tijdens dat kampioenschap verbeterde Pierre Devaux het Belgisch record op de 10.000 m van Isidore Vignol tot 34.19,2.

## Uitslagen

### 100 m
| rang   | atleet         | prestatie |
| ------ | -------------- | --------- |
| Goud   | Paul Brochart  | 11,0 s    |
| Zilver | Julien Lehouck |           |
| Brons  | Freddy         |           |

### 200 m
| rang   | atleet        | prestatie |
| ------ | ------------- | --------- |
| Goud   | Paul Brochart | 23,2 s    |
| Zilver | Omer Smet     |           |
| Brons  | Tillemans     |           |

### 400 m
| rang   | atleet          | prestatie |
| ------ | --------------- | --------- |
| Goud   | François Morren | 52,2 s    |
| Zilver | Brabant         |           |
| Zilver | Omer Corteyn    |           |

### 800 m
| rang   | atleet       | prestatie |
| ------ | ------------ | --------- |
| Goud   | Jean Delarge | 2.11,4    |
| Zilver | Brabant      |           |
| Brons  | Ory          |           |

### 1500 m
| rang   | atleet             | prestatie |
| ------ | ------------------ | --------- |
| Goud   | A. Van Nieuwenborg | 4.16,2    |
| Zilver | Leon Fourneau      |           |
| Brons  | Frenay             |           |

### 5000 m
| rang   | atleet                | prestatie |
| ------ | --------------------- | --------- |
| Goud   | Julien Van Campenhout | 15.52,4   |
| Zilver | August Broos          |           |
| Brons  | François Vyncke       |           |

### 10.000 m
| rang   | atleet        | prestatie    |
| ------ | ------------- | ------------ |
| Goud   | Pierre Devaux | 34.19,2 (NR) |
| Zilver |               |              |
| Brons  |               |              |

### 110 m horden
| rang   | atleet                | prestatie |
| ------ | --------------------- | --------- |
| Goud   | Joseph Vanderwinden   | 18,0 s    |
| Zilver | Powell (René Joannes) |           |
| Brons  | Bauwens               |           |

### 400 m horden
| rang   | atleet    | prestatie   |
| ------ | --------- | ----------- |
| Goud   | Omer Smet | 58,6 s (NR) |
| Zilver | Deporre   |             |
| Brons  | Hardy     |             |

### Verspringen
| rang   | atleet          | prestatie |
| ------ | --------------- | --------- |
| Goud   | Henri De Bruyne | 6,33 m    |
| Zilver | Julien Lehouck  | 6,22 m    |
| Brons  | Louis Dejoie    | 6,20 m    |

### Hoogspringen
| rang  | atleet          | prestatie |
| ----- | --------------- | --------- |
| Goud  | Georges Henrion | 1,62 m    |
| Goud  | Tillemans       | 1,60 m    |
| Brons | Louis Dejoie    | 1,55 m    |

### Polsstokhoogspringen
| rang   | atleet                | prestatie |
| ------ | --------------------- | --------- |
| Goud   | Powell (René Joannes) | 3,20 m    |
| Zilver | Louis Dejoie          | 3,15 m    |
| Brons  | Gilbert               | 3,10 m    |

### Kogelstoten
| rang   | atleet            | prestatie |
| ------ | ----------------- | --------- |
| Goud   | Arthur De Laender | 11,73 m   |
| Zilver | Gustaaf Wuyts     | 11,21 m   |
| Brons  | Gavroy            | 11,01 m   |

### Discuswerpen
| rang   | atleet            | prestatie |
| ------ | ----------------- | --------- |
| Goud   | Jean Halleux      | 33,84 m   |
| Zilver | Arthur De Laender | 33,70 m   |
| Brons  | Devogelaer        | 32,833 m  |

### Speerwerpen
| rang   | atleet              | prestatie |
| ------ | ------------------- | --------- |
| Goud   | Jean Lefebvre       | 41,08 m   |
| Zilver | Armand Van den Roye | 38,14 m   |
| Brons  | Rosario             | 35,45 m   |

1889 · 
1890 · 
1891 · 
1892 · 
1893 · 
1894 · 
1895 · 
1896 · 
1897 · 
1898 · 
1899 · 
1900 · 
1901 · 
1902 · 
1903 · 
1904 · 
1905 · 
1906 ·
1907 ·
1908 · 
1909 · 
1910 · 
1911 · 
1912 · 
1913 · 
1914 · 
1919 · 
1920 · 
1921 · 
1922 · 
1923 · 
1924 · 
1925 · 
1926 · 
1927 · 
1928 · 
1929 · 
1930 · 
1931 · 
1932 · 
1933 · 
1934 · 
1935 · 
1936 · 
1937 · 
1938 · 
1939 · 
1940 · 
1941 · 
1942 · 
1943 · 
1944 · 
1945 · 
1946 · 
1947 · 
1948 · 
1949 · 
1950 · 
1951 · 
1952 · 
1953 · 
1954 · 
1955 · 
1956 · 
1957 · 
1958 · 
1959 · 
1960 · 
1961 · 
1962 · 
1963 · 
1964 · 
1965 · 
1966 · 
1967 · 
1968 · 
1969 · 
1970 · 
1971 · 
1972 · 
1973 · 
1974 · 
1975 · 
1976 · 
1977 · 
1978 · 
1979 · 
1980 · 
1981 · 
1982 · 
1983 · 
1984 · 
1985 · 
1986 · 
1987 · 
1988 · 
1989 · 
1990 · 
1991 · 
1992 · 
1993 · 
1994 ·
1995 · 
1996 · 
1997 · 
1998 · 
1999 · 
2000 · 
2001 · 
2002 · 
2003 · 
2004 · 
2005 · 
2006 · 
2007 · 
2008 · 
2009 · 
2010 · 
2011 · 
2012 · 
2013 · 
2014 · 
2015 · 
2016 · 
2017 · 
2018 · 
2019 · 
2020 · 
2021 · 
2022 · 
2023 · 
2024